# Vedado
Vedado (El Vedado) – dzielnica Hawany, położona na zachód od historycznego centrum miasta, nad wybrzeżem Zatoki Meksykańskiej. Dzielnica ma charakter mieszkalno-handlowy, jest jednym z głównych ośrodków życia społecznego i kulturalnego mieszkańców kubańskiej stolicy, a także siedzibą wielu organów administracji państwowej.

## Historia
Nazwa dzielnicy oznacza w języku hiszpańskim teren zamknięty, zakazany. Wywodzi się z epoki kolonialnej, gdy wstęp ludności cywilnej na ten obszar był zabroniony ze względów bezpieczeństwa. Znajdowały się tu instalacje wojskowe strzegące Hawany przed atakami ze strony piratów i korsarzy – w tym położona na wzniesieniu w głębi lądu forteca Castillo del Príncipe, fort La Chorrera nad ujściem rzeki Almendares oraz kilka rozlokowanych wzdłuż wybrzeża baterii artyleryjskich.
Dzielnica rozplanowana została w drugiej połowie XIX wieku. Pełniła pierwotnie głównie funkcję mieszkalną. Swoje rezydencje wznosili tu przedstawiciele hawańskich elit pragnący opuścić przeludnione centrum miasta; w późniejszym czasie dołączyli do nich członkowie klasy średniej. Zabudowa dzielnicy trwała do połowy XX wieku. Do rewolucji kubańskiej (1959) uchodziła za enklawę najbogatszej części społeczeństwa.

## Opis
Układ urbanistyczny Vedado pozostaje w dużym stopniu niezmieniony względem stanu pierwotnego. Siatka prostopadłych do siebie ulic tworzy kwartały o bokach długości około 100 m. Dzielnicę przecinają cztery szerokie, reprezentacyjne aleje – biegnące równolegle do wybrzeża: Línea i Avenida 23; oraz w poprzek: Avenida de los Presidentes i Avenida Paseo. Wzdłuż wybrzeża biegnie bulwar nadmorski Malecón. Dzielnica cechuje się dużą ilością zieleni miejskiej. Zgodnie z założeniami XIX-wiecznych planistów większość ulic wysadzona jest drzewami, a wiele budynków mieszkalnych oddzielonych jest od ulicy przedogródkami. Niektóre kwartały pozostawiono niezabudowane, tworząc na nich parki miejskie. Zabudowa mieszkalna dzielnicy obejmuje zarówno wille w stylach neoklasycznym i eklektycznym, wiele z nich zaniedbanych, jak i nowsze bloki mieszkalne, w tym pierwszy wysokościowiec w Hawanie – López Serrano oraz modernistyczny apartamentowiec FOCSA.
W dzielnicy znajdują się liczne hotele (m.in. Habana Libre, Hotel Nacional de Cuba), restauracje, kina, teatry, muzea oraz inne instytucje kulturalne (w tym Casa de las Américas oraz siedziba stowarzyszenia artystycznego UNEAC). Mieści się tutaj Coppelia, największa lodziarnia na świecie. Swoje siedziby ma tutaj wiele kubańskich ministerstw, a także ambasada Stanów Zjednoczonych.
Na peryferiach dzielnicy znajdują się: Uniwersytet w Hawanie, plac Rewolucji (Plaza de la Revolución) – miejsce zgromadzeń publicznych – wraz z otaczającym go kompleksem budynków rządowych (wśród nich Pałac Rewolucji), a także rozległy cmentarz im. Krzysztofa Kolumba (Cementerio Cristóbal Colón).

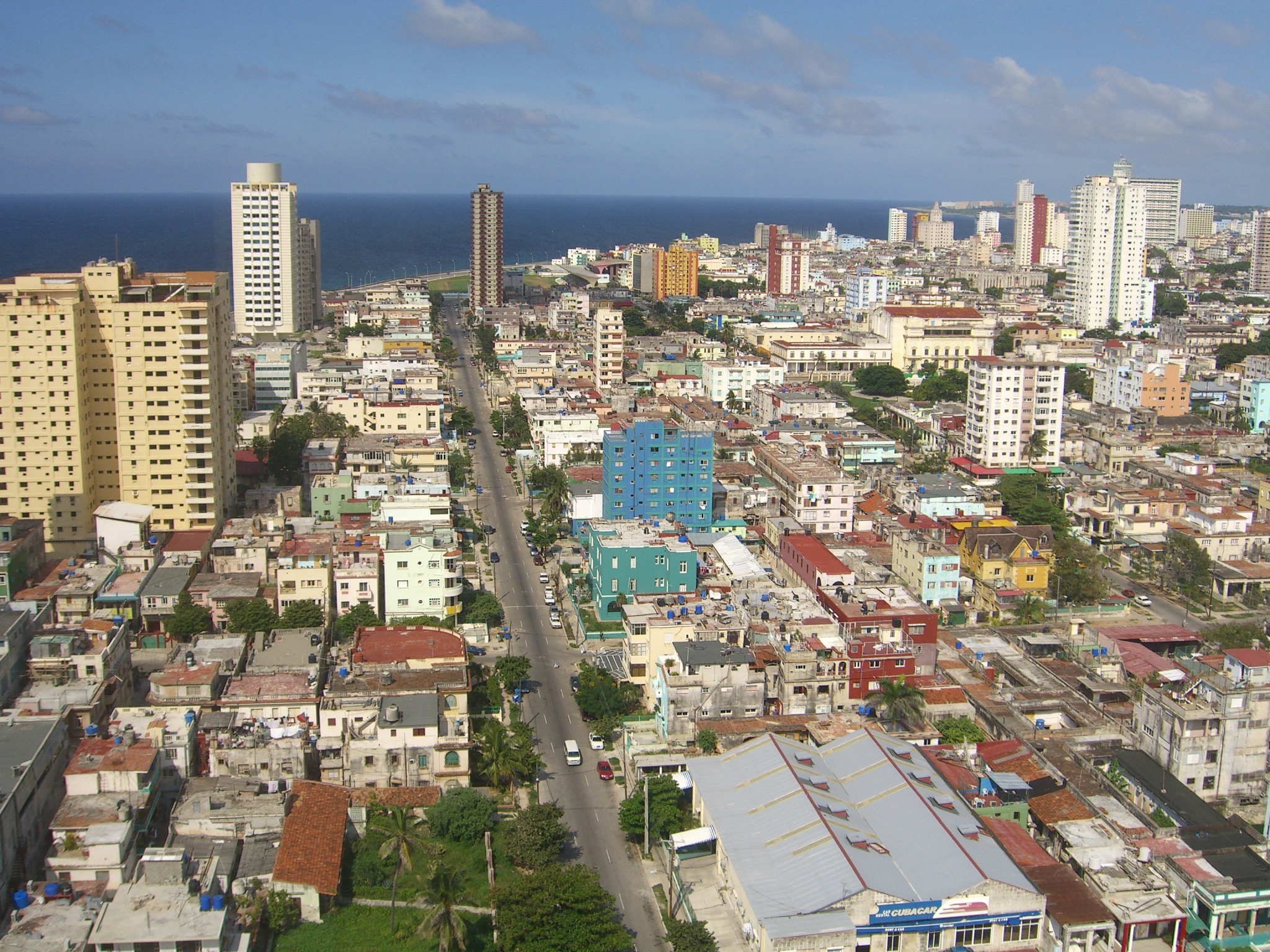
Widok wzdłuż alei Línea
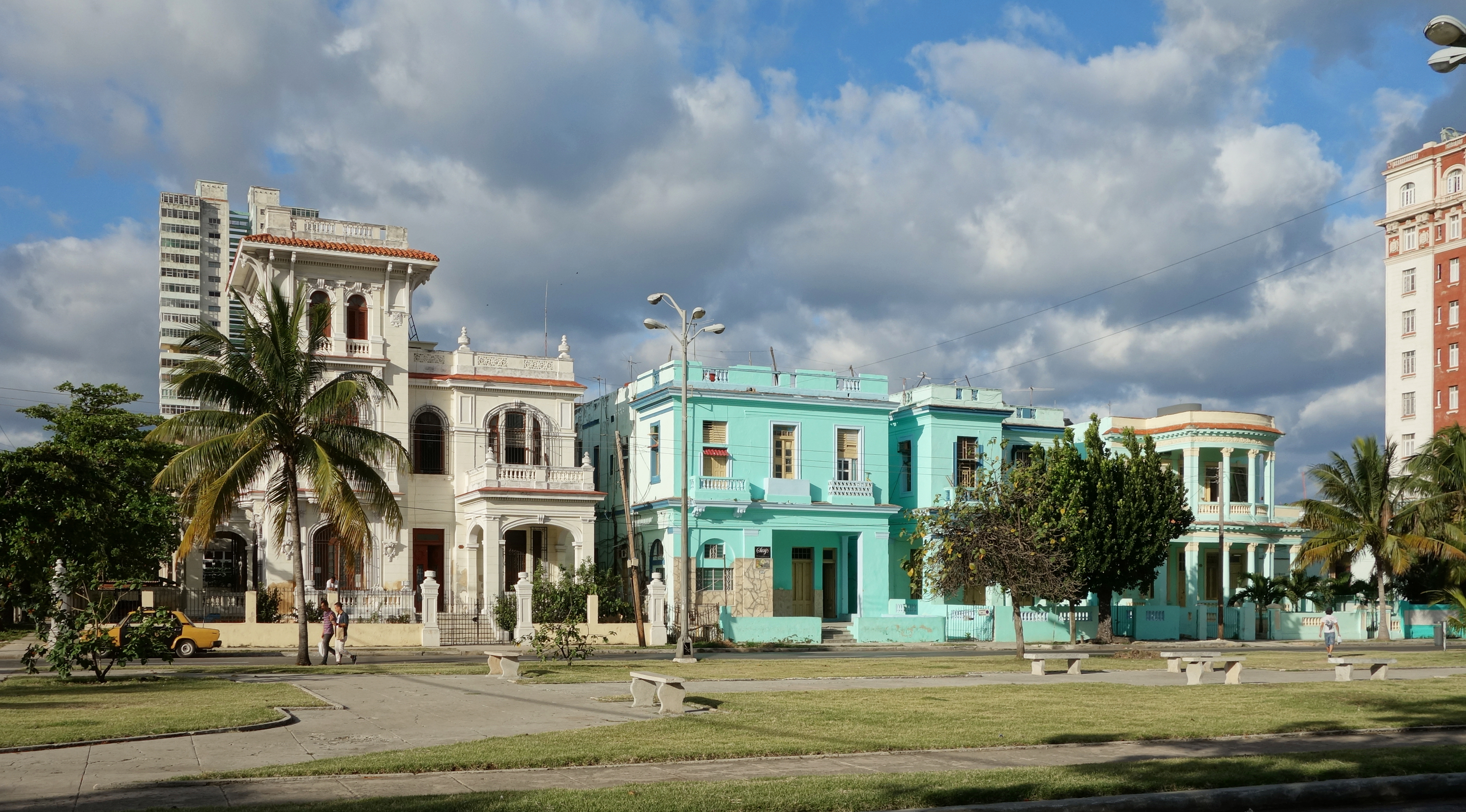
Wille przy Avenida de los Presidentes
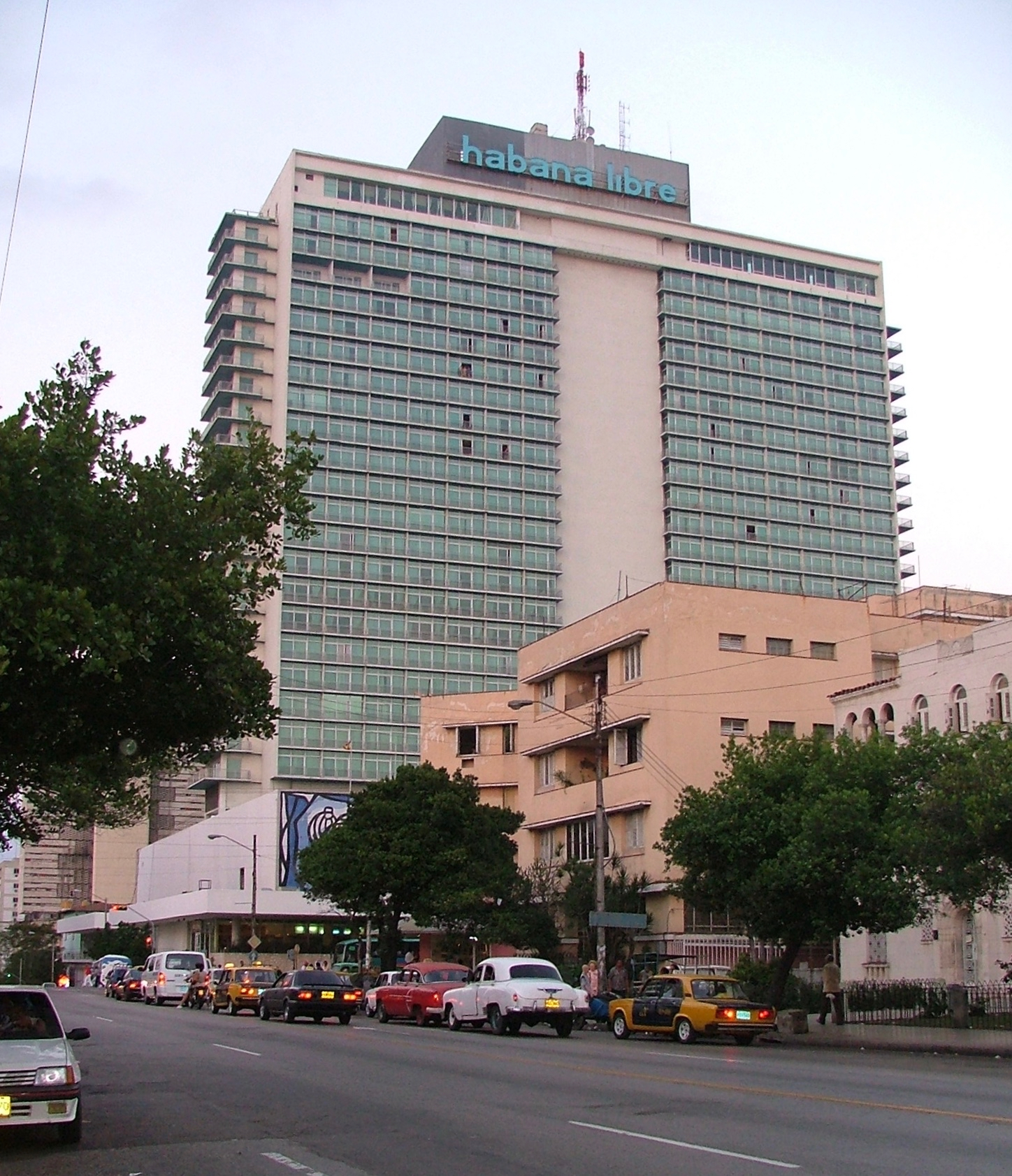
Hotel Habana Libre(inne języki)
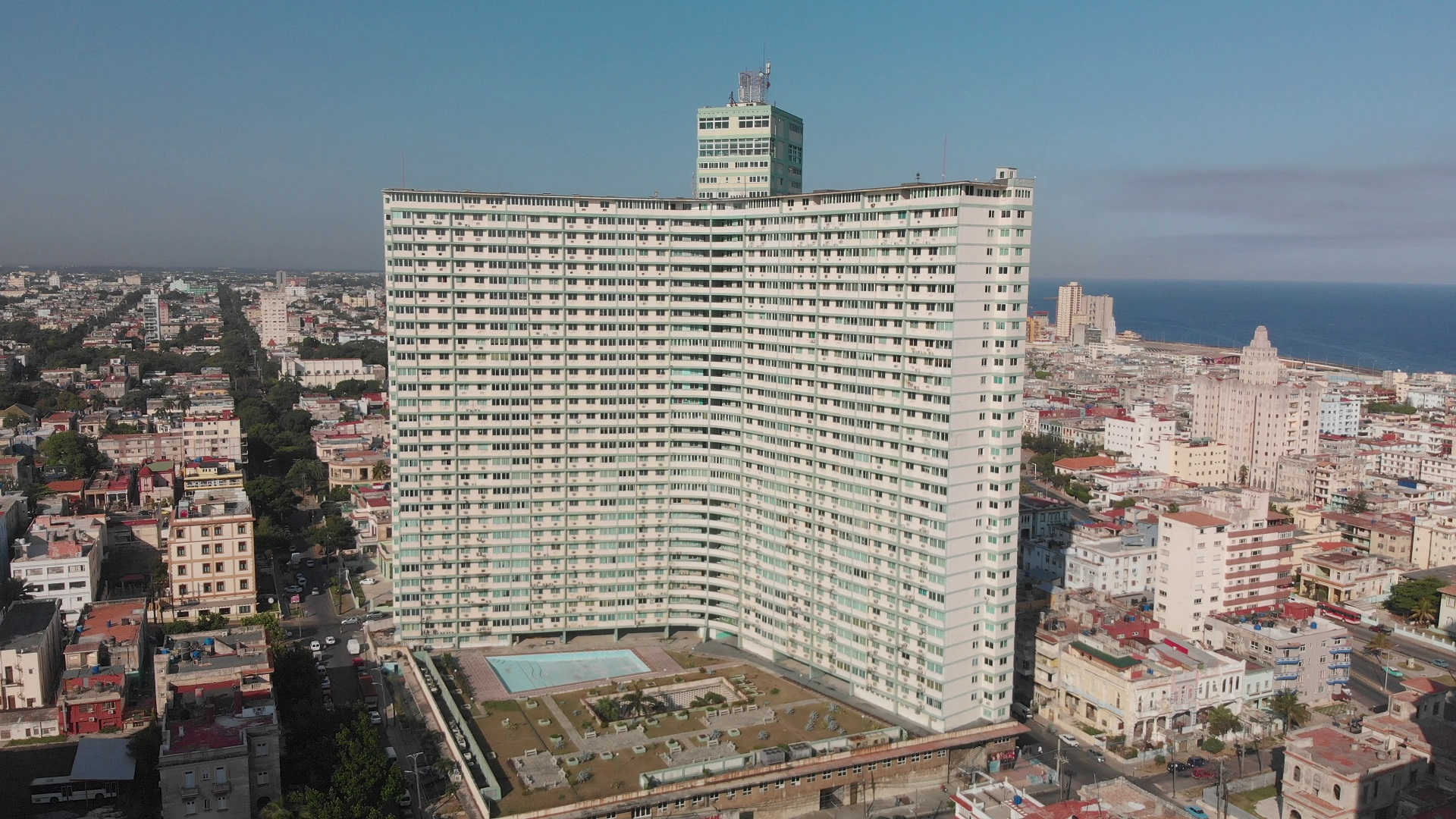
Apartamentowiec FOCSA(inne języki)
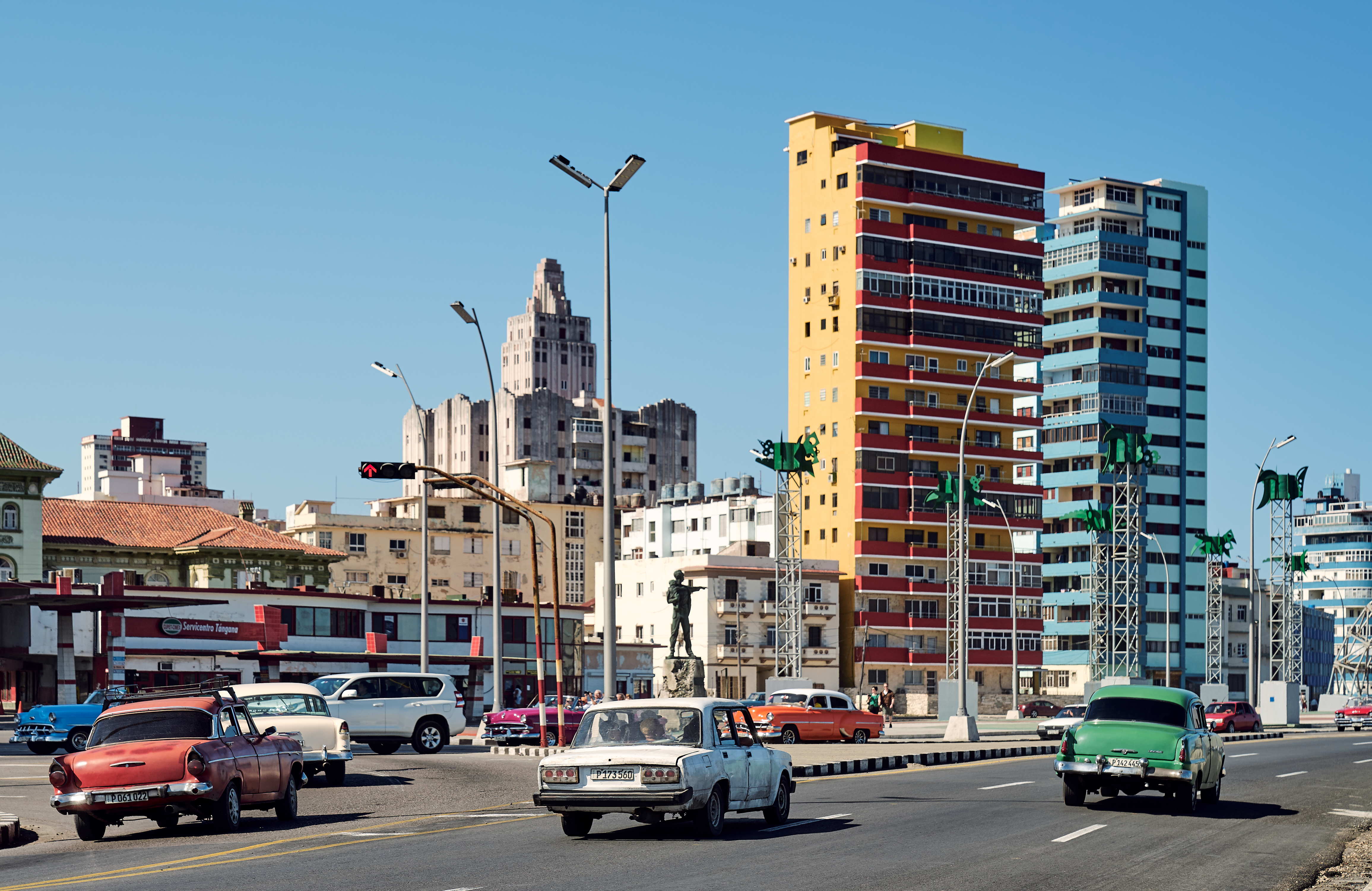
Widok z bulwaru Malecón w kierunku wysokościowca López Serrano(inne języki) (w środku)
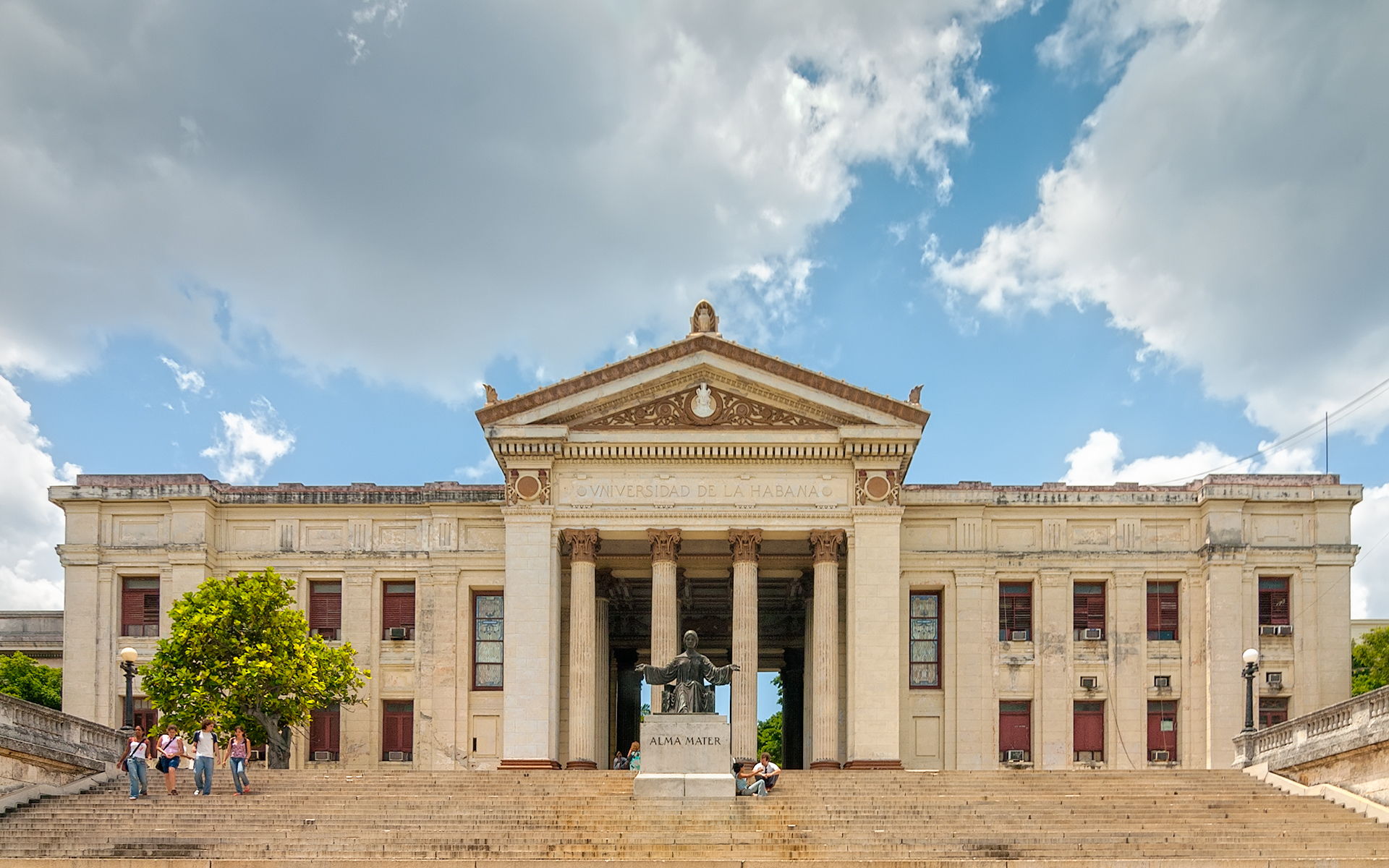
Uniwersytet w Hawanie
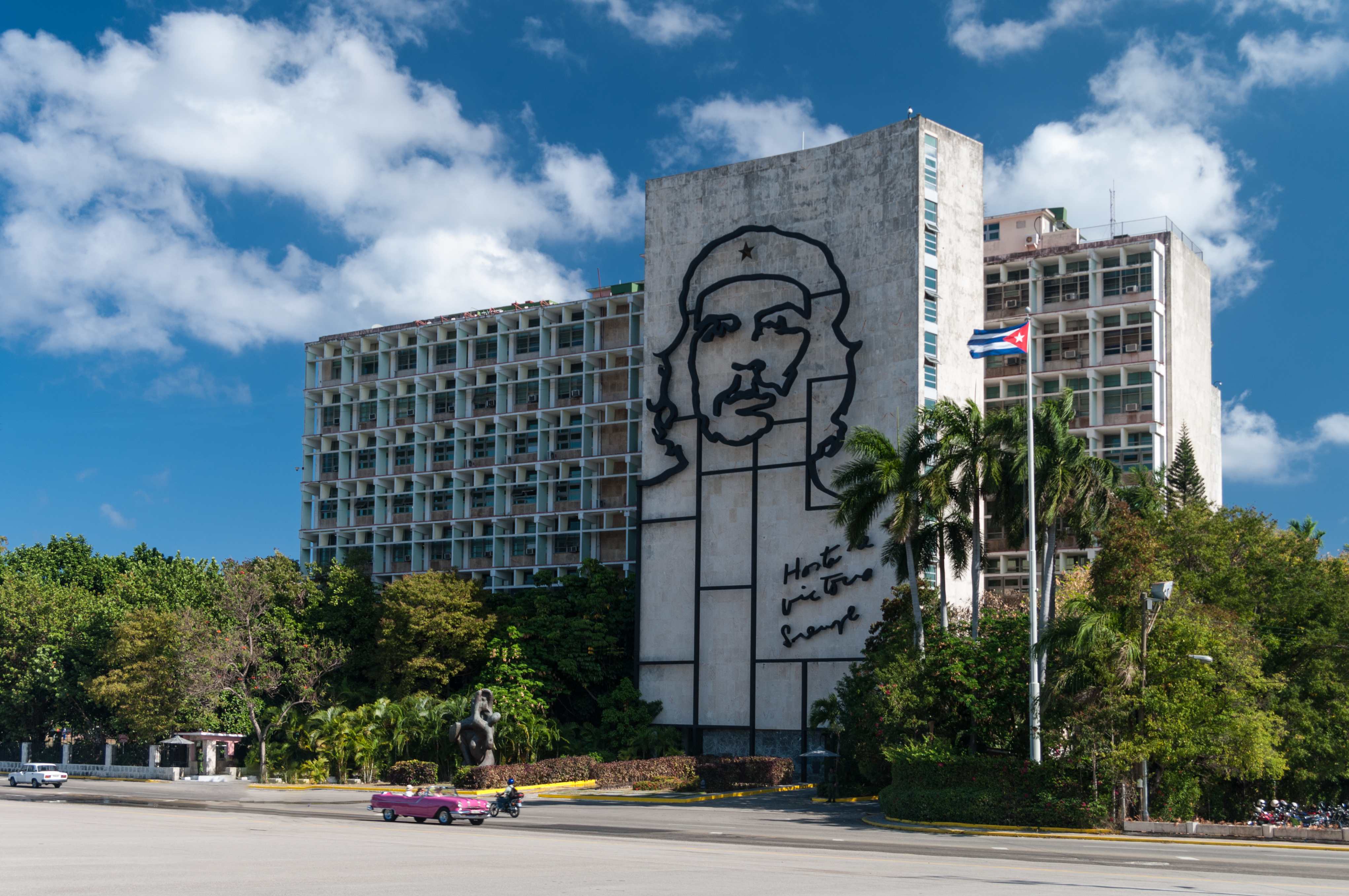
Gmach ministerstwa spraw wewnętrznych(inne języki) przy Plaza de la Revolución(inne języki)
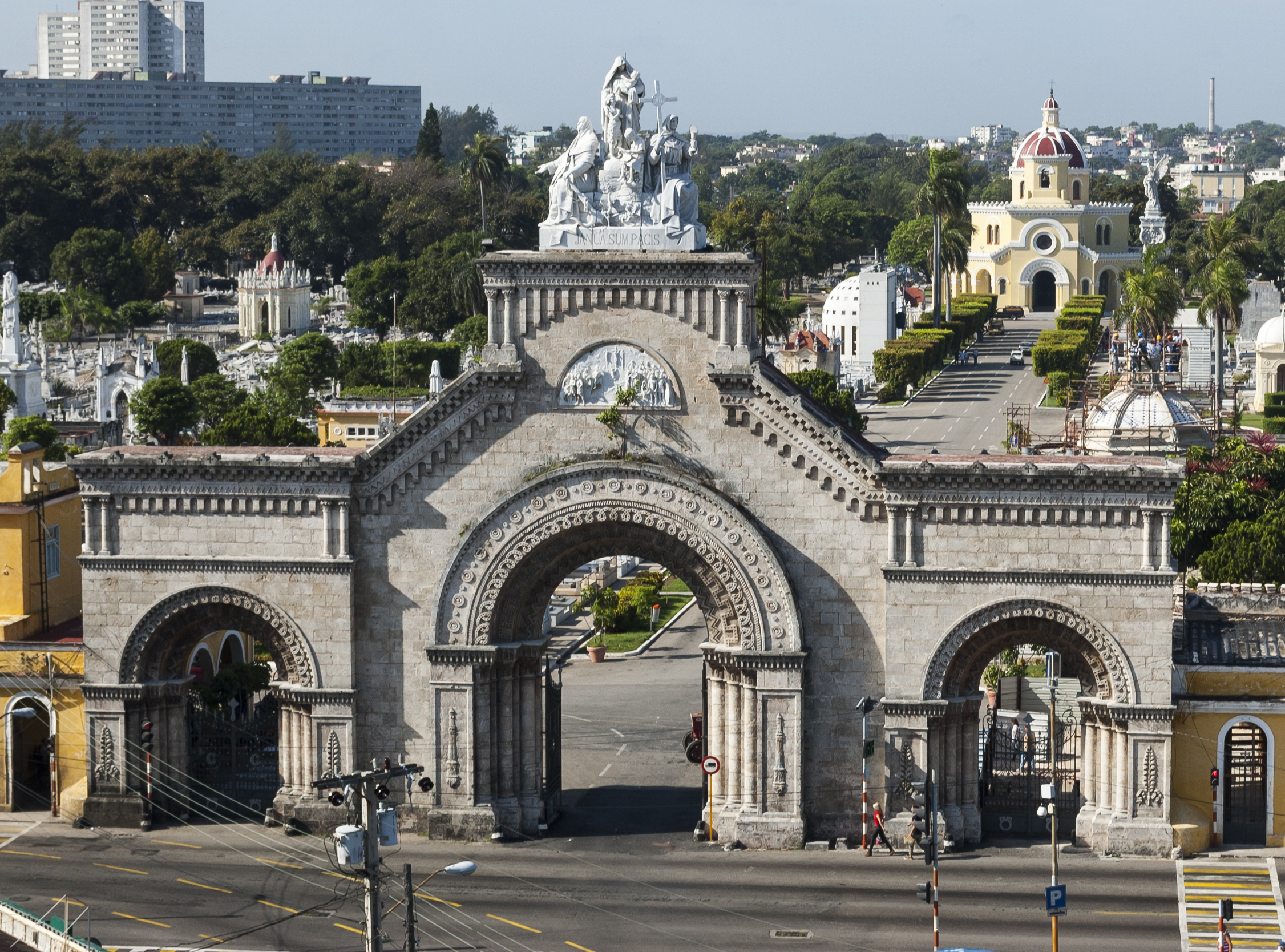
Cementerio Cristóbal Colón(inne języki)